# Xertigny
 Xertigny  es una población y comuna francesa, en la región de Lorena, departamento de Vosgos, en el distrito de Épinal. Es la cabecera y mayor población del cantón de su nombre.

## Demografía
| 2923 | 3065 | 3280 | 3224 | 3075 | 3190 | 2971 | 2810 |
| Para los censos de 1962 a 1999 la población legal corresponde a la población sin duplicidades (Fuente: INSEE [Consultar]) |      |      |      |      |      |      |      |

## Hermanamientos

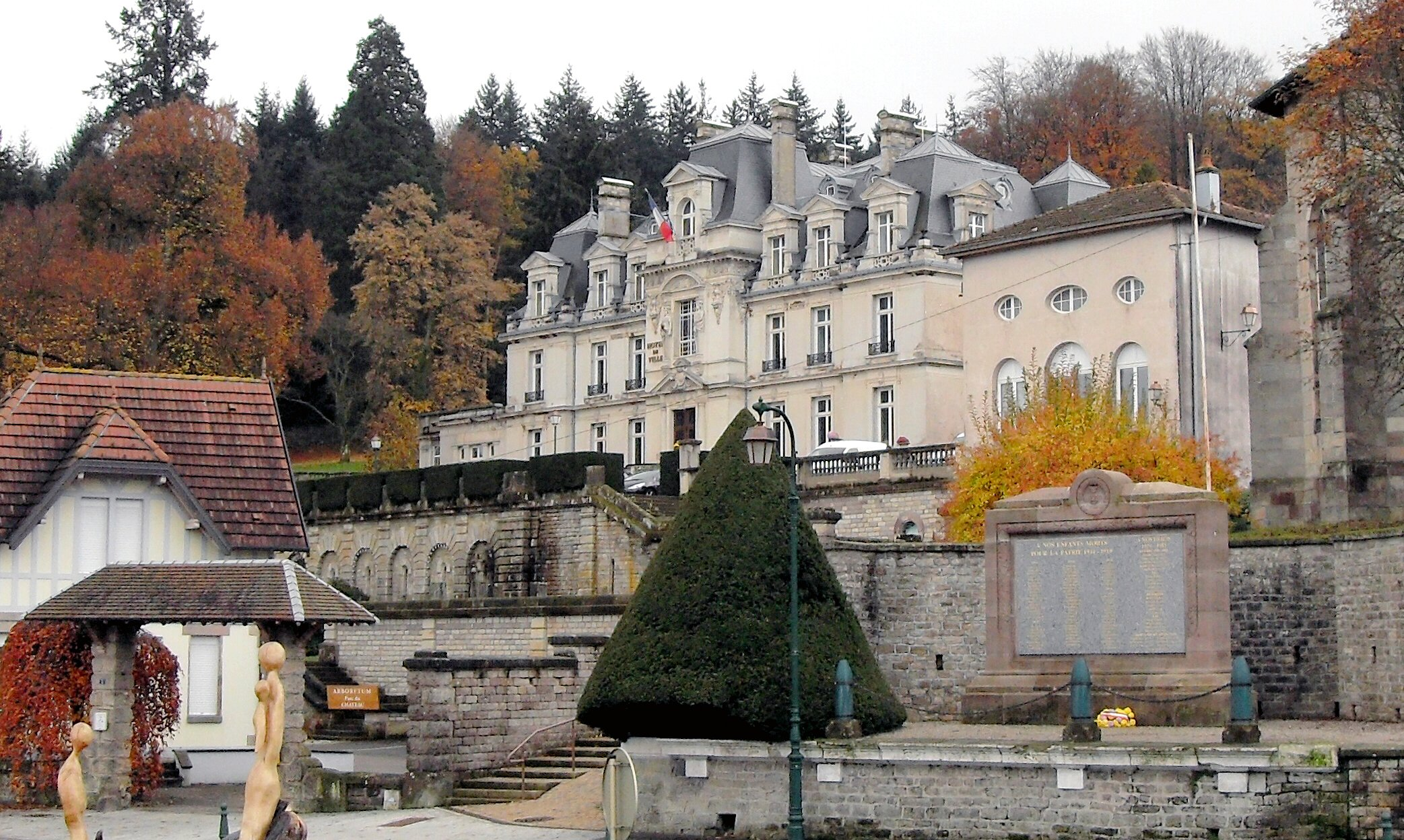
Xertigny, Château des brasseurs.

- Lauf  Alemania

## Puntos de interés
- Arboretum de Xertigny